# Услати, Абделькадер
Абделькадер Услати Каади (фр. Abdelkader Oueslati Kaabi; род. 7 октября 1991, Ольюль) — французский футболист, также обладающий гражданством Туниса, играющий на позиции защитника, игрок саудовского клуба «Аль-Фатех».

## Карьера игрока
Родился в Десин-Шарпьё, Рона-Альпы. Он присоединился к молодёжной команде испанского «Атлетико Мадрид» в 2009 году, в возрасте 18 лет. В старших классах школы дебютировал в резервной команде, проведя несколько сезонов в Сегунде Дивизион Б. 19 августа 2012 года, дебютировал за основную команду «матрасников», заменив Сильвио во втором тайме матча с «Леванте» (1:1).
Спустя два года, 14 августа 2014 года, Кадер присоединился к команде Сегунды, «Нумансии» на правах аренды; сроком на сезон. 1 августа следующего года он перешел в тунисский «Клуб Африкэн», подписав трёхлетний контракт.